# Volveré junto a ti (canción)
«Volveré junto a ti» es una canción escrita, interpretada y producida por la cantante italiana Laura Pausini, se deprende como primer sencillo del segundo álbum recopilatorio de Pausini —álbum que logró vender más de 1 000 000 copias en Italia y logra ser el álbum recopilatorio más exitoso en la historia de este país, y 1 005 900 copias en Francia—. Como la mayoría de la discografía de la cantante existe una versión en su idioma natal, es titulada «E ritorno da te». «Volveré junto a ti» recibió un American Society of Composers, Authors and Publishers en la categoría "Latin Music Award for Pop/Ballad Song". La versión en italiano «E ritorno da te» recibió una nominación a los NRJ Music Awards en la categoría "International Song of the Year at the 2003".
La canción está inspirada en la relación amorosa de Pausini con mánager Alfredo Cerruti.

## Lista de canciones
CD single – "E ritorno da te" (2001)
1. "E ritorno da te" – 4:01
2. "E ritorno da te" (Instrumental versión) – 4:01
3. "Fíate de mí" – 3:49

CD single – "Volveré junto a ti" (2001)
1. "Volveré junto a ti" – 4:01

Digital download – "E ritorno da te" (2004)
1. "E ritorno da te" (Live) – 4:19

## Posicionamiento en las listas musicales

### Semanales y mensuales
| Estados Unidos | Hot Latin Songs      | 11 |
| Estados Unidos | Latin Pop Songs      | 8  |
| Estados Unidos | Tropical Songs       | 16 |
| Francia        | Single Top 100       | 38 |
| Francia        | SNEP Airplay         | 23 |
| Italia         | Top Digital Download | 3  |
| Italia         | Radio Airplay        | 6  |
| Países Bajos   | Single Top 100       | 20 |
| Suiza          | Singles Top 75       | 47 |